# Barry (film)
Barry è un film del 2016 diretto da Vikram Gandhi.
Film biografico che mostra l'arrivo e i primi mesi del giovane Barack Obama, futuro Presidente degli Stati Uniti d'America, alla Columbia University a New York.

## Trama
Nell'agosto del 1981, Barry giunge a New York per studiare scienze politiche alla Columbia University. Il giovane viene dalla California ma è cresciuto tra le Hawaii e l'Indonesia, figlio di un keniota e di un'americana del Kansas. Barry è brillante negli studi ed è molto curioso di tutto ciò che lo circonda. In qualche modo, per le sue origini, si è sempre sentito "fuori luogo" non essendo e non sentendosi bianco, ma di fatto non essendo propriamente nemmeno un afroamericano. Con la madre ha un buon rapporto mentre il padre, scomparso molto presto dalla sua vita, è un po' un'incognita che continua a rimanere tale, non decidendosi ad andarlo ad incontrare in Kenya, dove lavora come consulente economico del locale governo. La relazione con Charlotte gli fa conoscere la realtà dei ricchi democratici del New England mentre dai pochi neri che frequenta riesce ad avere uno spaccato dell'enorme disagio dei quartieri popolari di Harlem, distanti solo poche centinaia di metri dal suo campus.
Il giorno in cui deve partecipare alle nozze della sorella di Charlotte, gli giunge una telefonata dal Kenya che lo informa che il padre è morto in un incidente stradale. Barry è profondamente turbato anche perché non ha mai avuto il coraggio di inviare al padre una lettera con la quale si dimostrava finalmente più vicino e pronto ad andarlo ad incontrare. A Charlotte non dice niente e la loro storia è al capolinea nonostante lei gli abbia confessato il suo amore. Grazie a lei, però, al matrimonio conosce i coniugi Boggs, lui afroamericano, lei nativa americana, che gli danno un grande insegnamento e gli fanno prendere coscienza che le sue origini così composite fanno di lui un perfetto americano. Barry forse non ha ancora capito cosa vuole dalla vita, ma ora conosce meglio se stesso ed è pronto a mettersi alla prova.

## Distribuzione
La pellicola è stata presentata il 10 settembre 2016 al Toronto International Film Festival. In occasione dello stesso festival Netflix ne ha acquistato i diritti distribuendola poi sulla sua piattaforma in tutto il mondo.